# Кристиан Мускалу
Кристиан Валентин Мускалу (на румънски: Cristian Valentin Muscalu) е румънски футболист, халф. Роден е на 3 октомври 1989 г. в Букурещ, Румъния.